# Auranus hehu
Auranus hehu – gatunek kosarza z podrzędu Laniatores i rodziny Stygnidae.

## Biotop
Pierwotne lasy deszczowe.

## Występowanie
Gatunek wykazany z północnej Brazylii.